# IC 5286
IC 5286 ist eine Spiralgalaxie vom Hubble-Typ Sbc im Sternbild Indianer am Südsternhimmel. Sie ist schätzungsweise 385 Millionen Lichtjahre von der Milchstraße entfernt und hat einen Durchmesser von etwa 105.000 Lichtjahren. 

Im selben Himmelsareal befindet sich u. a. die Galaxie IC 5288.
Das Objekt wurde am 29. August 1900 von DeLisle Stewart entdeckt.